# Cycle-ball
Le cycle-ball (également appelé cycle balle en français) est un sport proche du football mais joué sur des vélos et opposant des équipes de deux cyclistes seulement.
La balle ne peut être contrôlée que par le vélo ou la tête, à part pour le gardien de but, qui, dans sa zone de but, peut arrêter le ballon avec ses mains. Les joueurs frappent la balle avec leurs roues avant. Lorsqu'un joueur pose le pied au sol, il est considéré comme hors-jeu et doit faire un tour derrière sa ligne de but pour revenir en jeu. Les autres règles sont semblables au foot avec les coups francs, les pénaltys, les touches.
Ce sport est créé en 1893 par un germano-américain, Nicholas Edward Kaufmann et les premiers championnats du monde se tiennent en 1929. Ce sont les frères Pospíšil qui ont, pour la Tchécoslovaquie, remporté le plus de fois les championnats du monde avec vingt victoires entre 1965 et 1988.
Le cycle-ball est assez populaire en Allemagne, Autriche, Suisse, République tchèque et au Japon, mais est aussi joué en France, en Belgique, Suède, Russie, Canada et au Danemark.
Le cycle-ball est codifié par l'Union cycliste internationale (UCI) dans son règlement du sport cycliste. L'UCI classe ce sport sous le vocable « cyclisme en salle », avec le cyclisme artistique. Les titres de champions du monde de cycle-ball et de cyclisme artistique sont ainsi attribués lors des championnats du monde de cyclisme en salle.